# دبلیودبلیوئی اسمک‌داون
دبلیودبلیوئی اسمک‌داون (به انگلیسی: WWE Friday Night SmackDown) یک برنامه تلویزیونی کشتی حرفه‌ای است که در غروب جمعه‌ها به‌طور زنده از یو‌اس‌ای نتورک در ایالات متحده آمریکا پخش می‌شود. این برنامه اولین قسمت خود را در ۲۹ آوریل ۱۹۹۹ روی آنتن برد و تاکنون هر هفته پخش می‌شود. این شو وبه همراه شوی راو، مهم‌ترین شوهای کمپانی دبلیودبلیوئی می‌باشند.
اولین قسمت اسمک‌داون! در کانزاس سیتی در ۲۹ آوریل ۱۹۹۹ و در شب‌های پنج‌شنبه از یو‌پی‌ان پخش می‌شد. این شو در ۹ سپتامبر ۲۰۰۵ به جمعه شب‌ها منتقل شد و یک سال بعد از شبکه سی‌دابلیو پخش شد و در اکتبر ۲۰۰۸ به مای نتورک تی‌وی منتقل شد و پس از آن در سال ۲۰۱۰ به سای‌فای نقل مکان کرد. اسمک‌داون از ژانویه ۲۰۱۶ از یو‌اس‌‌ای نتورک و در سه‌شنبه شب‌ها به صورت زنده پخش می‌شد تا اینکه در اکتبر ۲۰۱۹ و همزمان با پخش آن از فاکس به جمعه شب‌ها برگشت. در ۱۳ سپتامبر ۲۰۲۴، اسمک‌داون دوباره به یو‌اس‌ای نتورک بازگشت.
اسمک‌داون به جز ایالات متحده، در ۸ کشور دیگر نیز برگزار شده است: کانادا، بریتانیا و ژاپن در سال ۲۰۰۵، ایتالیا در ۲۰۰۷، مکزیک در ۲۰۱۱ و فرانسه، عربستان سعودی و آلمان در ۲۰۲۴.